# Afera bakszyszowa
Afera bakszyszowa – afera korupcyjna na terenie polskiej strefy stabilizacyjnej w Iraku. Zamieszani w nią byli żołnierze, których za kilka miesięcy mieli wymienić podwładni Waldemara Skrzypczaka. W sprawę zamieszanych było 14 osób – 9 oficerów i podoficerów oraz 5 pracowników cywilnych. Grupa ta przyjęła od irackich firm prawie 800 tysięcy dolarów. Iraccy przedsiębiorcy mieli w zamian otrzymać lukratywne kontrakty na odbudowę kraju. Sprawa zakończyła się wyrokami dla czternastu wojskowych, ale wyżsi rangą wojskowi, w tym dowódcy drugiej oraz trzeciej zmiany PKW Irak za nią nie odpowiedzieli, choć Żandarmeria Wojskowa wnioskowała o postawienie im zarzutów.